# 非洲體育
足球几乎是所有非洲国家最受欢迎的体育运动，2010年南非成为首个举办國際足協世界盃的非洲国家。 有些非洲国家，例如肯尼亚和埃塞俄比亚在长跑方面非常有优势；阿尔及利亚、埃及、摩洛哥和突尼斯等北非国家，在手球方面处于领先地位；橄榄球和高尔夫球在一些非洲国家相当受欢迎，南非同样喜好橄榄球。